# Szabó Gusztáv (gépészmérnök)
Szabó Gusztáv (Győr, 1879. február 5. – Budapest, 1963. július 4.) magyar gépészmérnök, műegyetemi tanár, országgyűlési képviselő.

## Élete
Római katolikus vallású családban született. A Királyi József Műegyetemen szerzett 1900-ban gépészmérnöki oklevelet, majd ugyanott 1908-ban megszerezte a műszaki doktorátust is. Tanulmányai lezárását követően államvasúti szolgálatba lépett – 1902-től 1910 ig a MÁV Igazgatóságán a szerkesztési osztály munkatársaként dolgozott –, de megőrizte kapcsolatait az egyetem tudományos köreivel is: 1900–1905 között tanársegéd, majd 1910-ig adjunktus, utána pedig meghívott előadó volt.
Átfogó kutatásokon nyugvó tudományos munkássága eredményeként neve szakmai téren széles körben ismertté vált, főleg a mezőgazdasági gépek szerkesztése terén. Épp ezért, amikor az egyetemen döntés született egy mezőgazdasági géptani tanszék megszervezéséről, annak élére őt hívták meg. Az 1922-1923 – 1924-1925. tanévekben a gépészmérnöki kar dékánja volt, majd később, az 1936-1937. tanévben pedig a Műegyetem rektori posztját töltötte be. Egészen 1951-ig volt a mezőgazdasági géptan rendes tanára és egyben a Mezőgazdasági Gépkísérleti Intézet vezetője; ugyanabban az évben részt vett még az újonnan létrehozott vasúti géptan tanszék megszervezésében is.
Szakmai munkássága főleg a mezőgazdaság műszaki fejlesztése terén volt eredményes munkát: nagy szerepe volt a mezőgazdasági gépbemutatók rendszerének kialakításában és azok elterjesztésében, megszervezésében, továbbá a traktorok szántóföldi vizsgálatának bevezetésében, amivel tudományos-kísérletes alapot biztosított a hazai traktorgyártás fejlesztéséhez. A hazai ipari szabványosítás egyik irányítója is volt. Műszaki alkotásai közül említésre méltóak a járművek rugózásának elmélete terén elért eredményei, valamint a Halász-Szabó-féle túlhevítő.
Igen kiterjedt pedagógiai és tudományos működést fejtett ki, számos ilyen civil szervezetben vállalt kisebb-nagyobb szerepeket. Tagja volt a Mezőgazdasági Kísérletügyi Tanácsnak, az Országos Felsőoktatási Tanácsnak, az Országos Természettudományi Tanácsnak, az Állandó Központi Talajjavító Bizottságnak, az Országos Közlekedésrendészeti Bizottságnak és az Országos Testnevelési Tanácsnak is.
A Kúria szabadalmi tanácsában ülnöki, a Magyar Kinotechnikai Társaságban és a Magyar Szabványügyi Egyesületben elnöki szerepet töltött be, de több más mérnöki szervezetben is vállalt vezető tisztségeket. A Magyar Mérnök és Építész Egylet, a Magyar Meteorológiai Társaság, a Magyar Anyagvizsgálók Egyesülete és a Természettudományi Társulat választmányainak volt tagja, a Darányi Ignácz Agrár Tudományos Társaságban és az Energia Világkonferencia Nemzeti Bizottságában rendes tagságot viselt, a Széchenyi Tudományos Társaságnak szenátusi, az Országos Magyar Gazdasági Egyesületnek (OMGE) elnöki tanácsi tagja volt, illetve utóbbi műszaki szakosztályát elnökként irányította. Fentieken túlmenően közel egy évtizeden át betöltötte a nagy múltú Műegyetemi Atlétikai Futball Club tanárelnöki tisztségét is, sőt anyagilag is támogatta a klubot és nagy része volt a műegyetemi sportélet fellendülésében.
Az 1939. évi általános választásokon az országos politikai életbe is bekapcsolódott: a tatatóvárosi választókerületben elindult országgyűlési képviselőjelöltként, a Magyar Élet Pártja színeiben, és el is nyerte a parlamenti mandátumot.

## Fő művei
- A vasúti járművek mozgásának elemzése (Budapest, 1908);
- Mezőgazdasági géptan (egyetemi jegyzet, Budapest, 1924);
- Vasúti kocsik, lokomotívok, motorkocsik (egyetemi jegyzet, Budapest, 1935).

## Elismerései
- Magyar Érdemrend középkeresztje